# Oluf Rygh

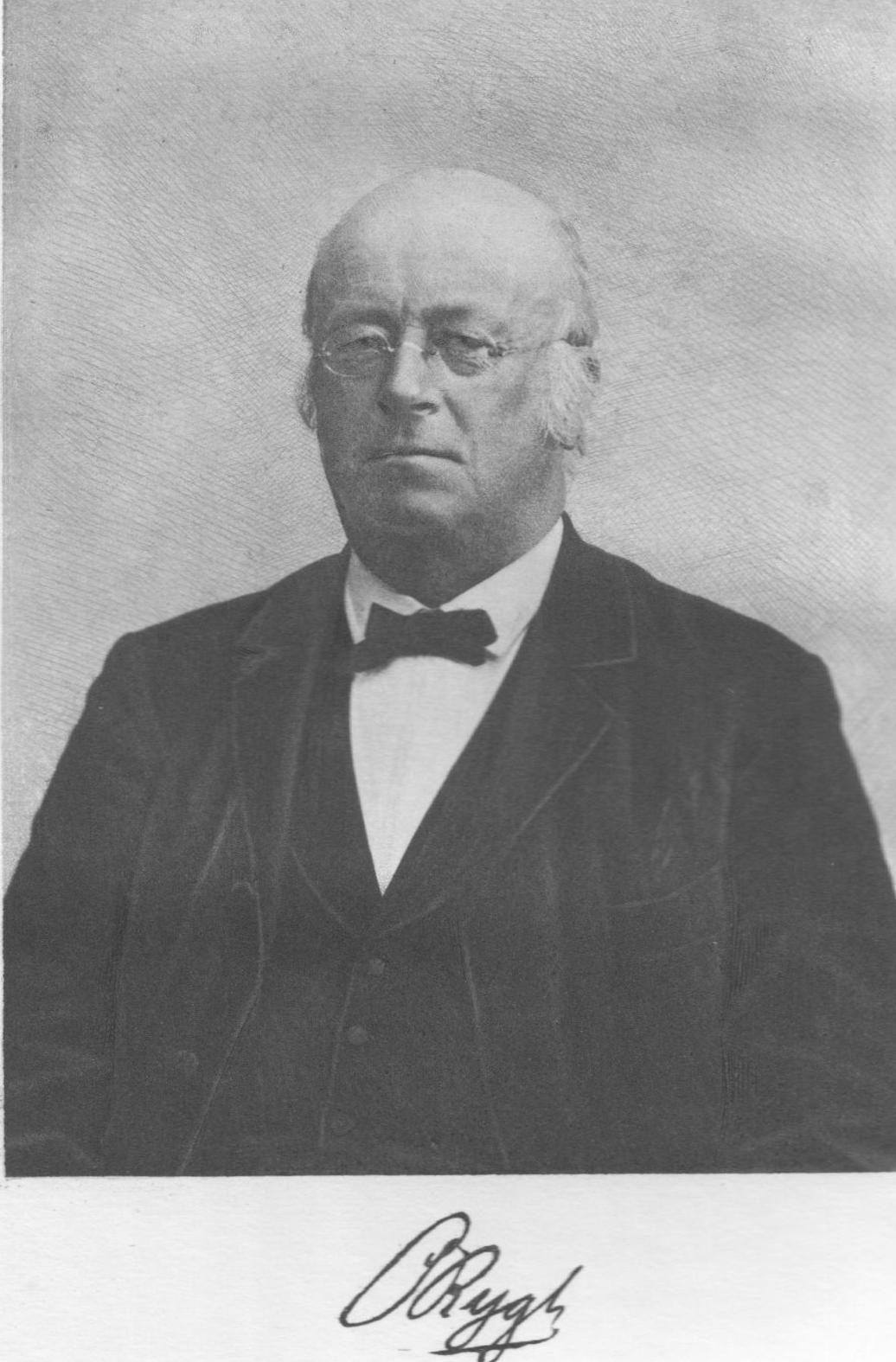
Oluf Rygh

Oluf Rygh (* 5. September 1833 in Verdal; † 19. August 1899 in Ulefoss) war ein norwegischer Historiker, Prähistoriker und Ortsnamensforscher. Er gilt als Begründer der norwegischen Ortsnamensforschung.

## Jugend und Ausbildung
Seine Eltern waren der Bauer, Lehnsmann und Stortingsabgeordnete Peder Strand Rygh (1800–1868) und dessen Frau Ingeborg Marie Bentsen (1809–1878). Er blieb unverheiratet.
Rygh war das älteste von sechs Kindern. Eines seiner Geschwister war Evald Rygh. Er verließ 1850 die Kathedralschule in Trondheim und studierte anschließend Philologie an der Universität Christiania, wo er 1856 das Examen mit der bestmöglichen Note („med innstilling“) bestand. Gleichzeitig war er Lehrer an einer Schule in Christiania und wurde 1858 bei Rudolf Keyser Stipendiat in Geschichte. Zeitweilig war er Mitglied von Det lærde Holland.

## Universitätslaufbahn
Von 1859 bis 1861 war er Dozent für Geschichte. Seit Herbst 1861 war Rygh praktisch der einzige Lehrer für Geschichte an der Universität, indem Rudolf Keyser sich bereits mitten im Semester von seinen Studenten verabschiedete. 1860 war er zudem Assistent bei der Altertumssammlung geworden, die er 1862 von Keyser übernahm. Als Peter Andreas Munch starb, bekam 1863 dessen Stelle. Diese Stelle hatte er bis 1875 inne, als auf seinen Wunsch hin der Lehrstuhl in einen Lehrstuhl für Archäologie umgestaltet wurde. 1871 beendete er die Übersetzung von Snorris Königssagas, die Munch begonnen hatte.

## Politische Einstellung
Im Gegensatz zu seinem Vater, der dem Bauernführer Ole Gabriel Ueland nahestand, war er eher konservativ eingestellt, aber politisch nicht besonders engagiert. Er begnügte sich damit, sich von 1878 bis 1891 in Christiania als Wahlmann für die Partei Høyre aufstellen zu lassen. Sein Bruder Karl leitete die Altertumssammlung von „Det Kongelige Norske Videnskabers Selskab“ in Trondheim.

## Wissenschaftliche Tätigkeit
Zusammen mit dem Reichsarchivar Michael Birkeland, Ludvig Ludvigsen Daae und Sophus Bugge gründete er „Den Norske Historiske Forening“, war ab 1869 Vorstandsmitglied und von 1879 bis 1899 Vorsitzender. Eine größere Rolle spielte er in der Archäologie in einer Zeit, wo dieses Fach in Skandinavien seine Form fand. Er katalogisierte die Altertumsfunde Norwegens und trug zur Periodisierung der Vorgeschichte Norwegens durch seine Abhandlung „Den ældre Jernalder i Norge“ (1869) (Die ältere Eisenzeit in Norwegen) und „Den yngre Jernalder i Norge“ (Die jüngere Eisenzeit in Norwegen) (1877) bei.
Rygh leitete mehrere Ausgrabungen, von denen die bekannteste die Bergung des Tuneschiffs im Jahre 1867 ist. Er war auf diesem Gebiet ein Pionier in der Anwendung naturwissenschaftlicher Methoden, die er in der Abhandlung Norske Broncelegeringer fra Jernalderen (Norwegische Bronzelegierungen der Eisenzeit) (1873) darlegte. 1882 prägte er den Begriff „bygdeborger“ (Ländliche Siedlung) in seiner Abhandlung „Gamle Bygdeborge i Norge“ (Alte ländliche Siedlungen in Norwegen). Der Ausdruck wurde zu einem zentralen Begriff in der norwegischen Archäologie. Sein wichtigstes Werk war aber Norske Oldsager (Norwegische Altertümer, 1885), das einen vollständigen Katalog der norwegischen Altertümer enthielt.
Ein weiteres Feld seiner Tätigkeit war die Ortsnamen-Forschung. 1878 revidierte er zusammen mit Johan Fritzner und Sophus Bugge die Schreibweise norwegischer Flurnamen. Dies wurde zur Grundlage des Werkes Norske Gaardnavne (Norwegische Flurnamen), deren ersten beiden Bände 1897 und 1898 herauskamen. Die Arbeit wurde dann von Karl Rygh, Magnus Olsen, Albert Kjær und Just Qvigstad weitergeführt. Das Gesamtwerk in 21 Bänden wurde erst 1936 vollendet. Es war ein vollständiges Verzeichnis aller Flurnamen Fylke für Fylke mit Erläuterungen und wurde zum Vorbild ähnlicher Unternehmungen, zum Beispiel in Großbritannien. Rygh wollte die ältesten Namensformen erforschen und dazu die heutige lokale Bezeichnung in der Aussprache seiner Zeit hinzusetzen und besuchte daher die Gegenden, um sie vor Ort zu ermitteln.
Rygh war Mitglied mehrerer Akademien, u. a. der Kungliga Vitterhets Historie och Antikvitets Akademien (seit 1880).

## Ryghs Bedeutung
Ryghs Bestreben war es, die norwegische Geschichtswissenschaft mit den internationalen Wissenschaftszweigen zu verknüpfen. Dies unternahm er für die Archäologie und Ortsnamenforschung. Er hielt dies für wichtig im Zusammenhang mit der Ausbildung einer norwegischen nationalen Identität und Kultur am Ende des 19. Jahrhunderts. So wurde er zu einem wichtigen Motor im Aufbau einer norwegischen Nation im Zeichen der Nationalromantik.

## Werke
- Skibsfundet fra Tune. Sonderdruck aus Den Norske Rigstidende. Nr. 178, 1867.
- Om den ældre jernalder i Norge. In: Aarbøger for nordisk Oldkyndighed og Historie. 1869, S. 149–184.
- Norske Broncelegeringer fra Jernalderen. In: Wissenschaftliche Gesellschaft Kristiania. Verhandlungen 1873, S. 471–480.
- Om den yngre Jernalder i Norge. In: Aarbøger for nordisk Oldkyndighed og Historie. 1877, S. 101–194.
- Gamle Bygdeborge i Norge. In: Aarsberetning/Foreningen til norske Fortidsminnesmerkers Bevaring. 1883, S. 30–80.
- Norske Oldsager. Cammermeyer, Christiania 1885 (archive.org).
- Norske Stedsnavne paa lo (lá, sló eller lignende). In: Axel Kock et al. (Hrsg.): Arkiv för nordisk filologi (ANF). Neue Folge, Band 3 (= Band 7 der Gesamtausgabe). C. W. K. Gleerups förlag, Lund 1891, S. 244–256 (mehrsprachig, runeberg.org).
- Norske Fjordnavne. In: Sproglig-historiske Studier tilegnede Professor C. R. Unger. 1896, S. 30–86.
- Norske Gaardnavne. Oplysninger samlede til Brug ved Matrikelens Revision. Band 1: Smaalenenes Amt. 1897. Band 2: Akershus Amt. 1898.